# マンダトリッチョ
マンダトリッチョ（イタリア語: Mandatoriccio）は、イタリア共和国カラブリア州コゼンツァ県にある、人口約2,800人の基礎自治体（コムーネ）。

## 地理

### 位置・広がり

#### 隣接コムーネ
隣接するコムーネは以下の通り。
- カンパーナ
- ピエトラパオラ
- スカーラ・コエーリ